# HMS Albion (L14)
Pour les autres navires du même nom, voir HMS Albion.
Le HMS Albion est un navire de transport de chalands de débarquement, le navire de tête de la classe Albion de la Royal Navy. Construit par BAE Systems Marine à Barrow-in-Furness, l'Albion a été lancé en mars 2001 par la princesse Anne du Royaume-Uni. Son navire-jumeau, le Bulwark, a été lancé en novembre 2001, également de Barrow. Affilié à la ville de Chester et basé à Plymouth, il est le neuvième navire à porter le nom Albion (d'après Albion, l'un des anciens noms de la Grande-Bretagne), le premier étant un  navire de guerre de 1763. Le dernier bateau qui portait ce nom était un porte-avions retiré du service en 1973, après 20 ans de service. Conçu comme une navire amphibie, l'Albion transporte des troupes, normalement des Royal Marines, et les véhicules jusqu'à la taille du char de combat Challenger 2. Elle peut déployer ces forces à l'aide de quatre engins de Débarquement Utilitaire (LCU) et de quatre engins de Débarquement de Véhicules et de Personnel (LCVP). Un pont d'envol prend en charge les opérations des hélicoptères .

## Historique opérationnel
Commandé par la Royal Navy, le 18 juillet 1996, le HMS Albion a été construit par BAE Systems Marins dans ses  chantiers navals de Barrow-in-Furness, Cumbria. La quille a été posée le 23 mai 1998. Le navire a été lancé le 9 mars 2001. Il a été admis au service  dans la  Royal Navy le 20 juin 2003 par sa marraine La Princesse Royale Anne. L'Albion est la tête de série de la Classe Albion, qui comprend également le Bulwark. Il embarque en permanence l'unité landing craft, 6 Assault Squadron  des Royal Marines .
Avec son navire-jumeau, le Bulwark, l'Albion constitue un élément-clé des forces amphibies de la Royal Navy. Il peut transporter jusqu'à 256 Royal Marines dans des conditions normales et leurs véhicules blindés, jusqu'à la taille du Char de combat principal Challenger 2. Les véhicules sont rangés dans un hangar, et peuvent être déployés à l'aide de quatre Embarcations de Débarquement (LCU),  tandis les troupes peuvent être déployées à partir de  bossoirs à l'aide de quatre engins de Débarquement de Véhicules et de Personnel (LCVPs). Son pont d'envol, permet de mettre en œuvre deux hélicoptères, et d'en ranger un troisième.

### 2003-2011
En début de 2004, le navire est déployé pour son premier exercice multinational, et prend part à l'exercice Joint Winter 04 au large de la Norvège, au cours duquel il a accompli ses essais en mer par grand froid et a été déclaré pleinement opérationnel. Le 11 novembre 2004, le navire a été envoyé en Côte d'Ivoire pour soutenir l'Opération Phillis. L'Albion a subi une refonte en début de 2006, recevant un nouveau système de combat.
Au cours du Déploiement Vela en Afrique de l'Ouest, l'Albion était le navire amiral de la force amphibie du 11 septembre au 22 novembre 2006. L'effectif impliqué était de 3 000 hommes et 11 unités de la Royal Navy et de la Royal Fleet Auxiliary. Ce déploiement a vu, pour la première fois, une unité de la Classe Albion prendre part à des opérations amphibies avec un LSD de la Classe Bay appartenant à la Royal Fleet Auxiliary, le RFA Mounts Bay.
Fin 2008, l'Albion a entrepris sa première refonte, avec une mise à niveau des systèmes électroniques et du système de combat. Au cours de cette période, son commandant, le Capitaine Wayne Keble, a assumé le commandement du navire-jumeau, le HMS Bullwark.
En avril 2010, lors des perturbations du trafic aérien après l'éruption du volcan l'Eyjafjallajökull, l'Albion a été envoyé à Santander, en Espagne, dans le cadre de l'Opération Cunningham pour ramener les soldats du troisième bataillon The Rifles de la Royal Air Force et les citoyens britanniques en détresse,. En Mai 2010, l'Albion avec ke HMS Ocean (L12) et d'autres unités de la Royal Navay , de la Marine nationale et de l'US Navy, a participé à la force amphibie internationale AURIGA, Groupe de travail pour les exercices amphibies, à Camp Lejeune en Caroline du Nord.

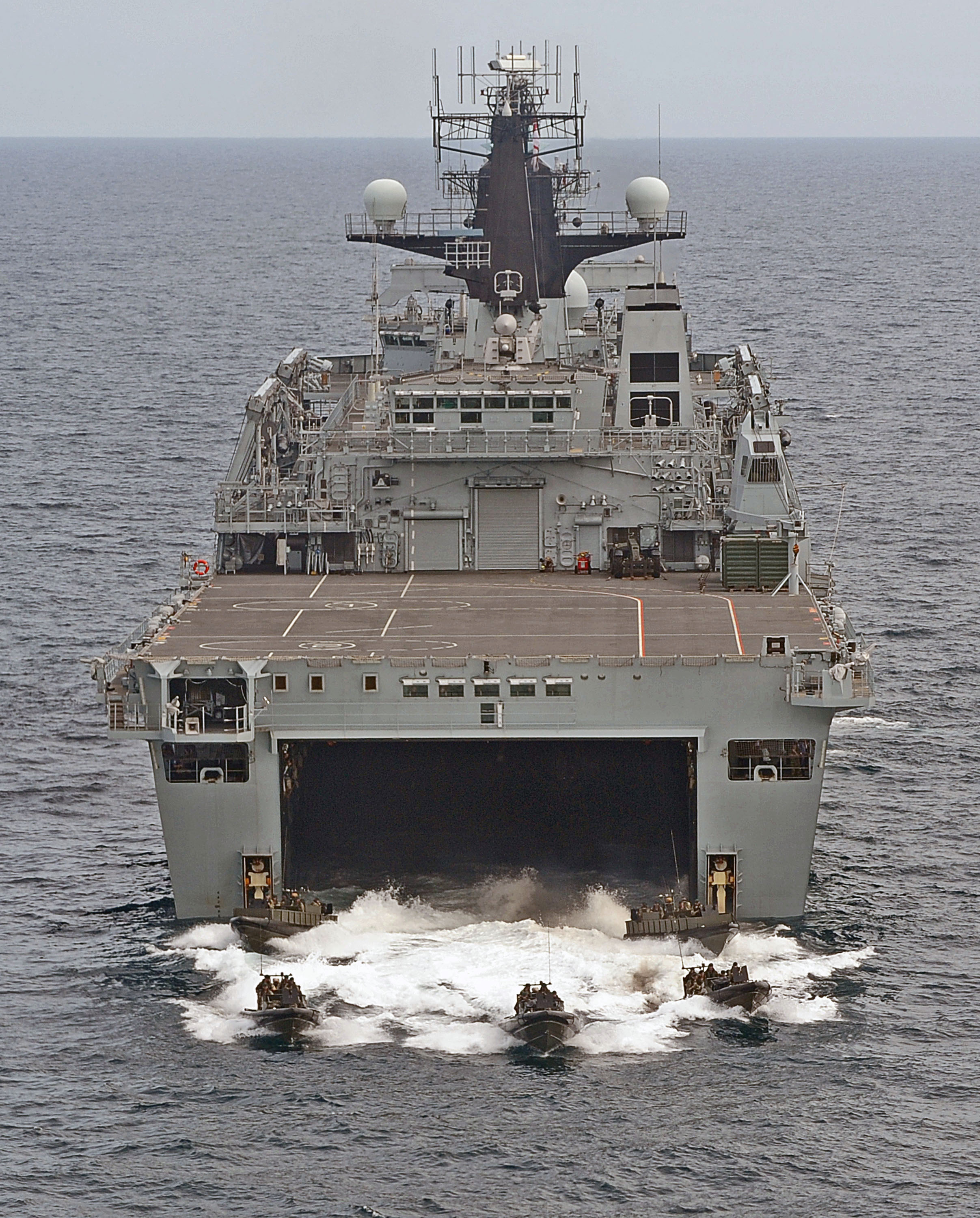
Des Royal Marines quittant l'arrière du HMS Albion lors des opérations amphibies au large de la Caroline du Nord en 2010.

Fin 2010, malgré le fait de n'être en service que depuis seulement sept ans, l'avenir de l'Albion et du Bulwark est incertain, conséquence de la Strategic Defense and Security Review .
En décembre 2010, l'Albion a été annoncé comme le prochain de la Marine Royale phare et phare du royaume-Uni Sensibles à la Force du Groupe de travail[Quoi ?], après le début du démantèlement du porte-avions Ark Royal, qui a eu lieu en Mars 2011, comme il est également un résultat de l'examen de 2010,.
En Mars 2011, l'Albion pris part à l'Exercice Verte Alligator avec 3 Commandos de la Brigade, le Interarmées d'Hélicoptères de Commandement, la Royal Netherlands Corps des Marines et de 539 Assaut de l'Escadron de RM. Elle a été le principal navire de que le déploiement de la Marine Royale de la Force de Réaction du Groupe de travail. En Mai 2011, le Groupe de travail a pris part à l'Exercice Chypriote Lion,.
En juin 2011, le navire avait été redéployé avec la Force de Réaction du Groupe de travail pour le Golfe de Sidra large de la Libye à fournir de l'aide à la poursuite d'opération dirigée par l'OTAN. Par la suite, elle a continué sur l'Océan Indien, en passant par le Canal de Suez, le 15 juin, pour aider à la lutte anti-piraterie au large de la Corne de l'Afrique,.

### Étendue de l'état de préparation 2011-2017
À la fin de 2011 l'Albion entré dans un état de "prolongation de l'état de préparation" (reliant le Royaume-Uni est l'équivalent d'une Réserve de la Flotte), lorsque le HMS Bulwark a terminé une refonte majeure.
Afin de réduire les coûts de fonctionnement de la Royal Navy, la Revue Stratégique de la Défense et de la Sécurité de 2010 a conclu que l'un des deux navires amphibies, l'Albion ou le Bulwark, doit  être placé dans les étendues de l'état de préparation tandis que l'autre est maintenu à un haut niveau de préparation pour les opérations. Les deux navires alternent entre l'étendue de l'état de préparation et à haut niveau de préparation tout au long de leur vie.
Il a été confirmé que l'Albion serait le premier des deux navires placés à l'étendue de l'état de préparation, pour un coût de 2,5 millions de £ tandis que Bulwark a récemment terminé une refonte majeure. Les coûts de fonctionnement annuels ont été estimées à 300 000 livres sterling pour maintenir le navire à disposition avec préavis de courte durée.
En décembre 2014, l'Albion a été transféré en cale sèche à Plymouth pour permettre les opérations de grand carénage qui durent deux ans et demi, afin de permettre à l'Albion d'assumer le rôle de navire-amiral en avril 2017.
Les frais de fonctionnement annuels de chaque unité de la  Classe Albion varient de 17,7 à 38,6 millions de livres entre 2007 et 2011,.
Un système Phalanx CIWS a été installé à la place du  Goalkeeper CIWS, et un nouveau Radar Type 997 et un nouveau système de gestion de commandement.
En novembre 2020, il est prévu qu'il reste en reste en service jusqu'en 2033.

### 2017–présent
Le personnel du navire déménagé est de retour à bord de l'Albion à la fin de janvier 2017, officiellement pour prendre la responsabilité pour le navire de Babcock dans le but de prendre l'Albion à la mer pour la première fois en six ans, à l'été 2017.
Le 6 février 2018, l'Albion a été déployé pour la première fois depuis son grand carénage pour remplacer le Duncan comme navire amiral du Groupe Maritime Permanent de l'OTAN 2.
Selon le Ministère de la Défense, la date de retrait de service du Bulwark est 2033. Cependant, en octobre, 2017, le BBC Newsnight signale que le Ministère de la Défense envisage de déclasser l'Albion et le Bulwark, dans le cadre des réductions de coûts visant transférer les budgets vers la construction des deux nouveaux porte-avions. En novembre 2020, on confirme la date de retrait en 2033.
En avril 2018, l'Albion a été envoyée en Asie-Pacifique pour aider à l'application de sanctions contre la Corée du Nord.
De mars à avril 2022, l'Albion, accompagné entre autres du RFA Mounts Bay ainsi que du HNLMS Karel Doorman (A833) de la marine néerlandaise, participent à un important exercice militaire au large de la Norvège.

### Désarmement - Vente
En novembre 2024, le ministre de la Défense britannique John Healey annonce que ce navire (et son navire-sœur le HMS Bulwark) va être désarmé, pour des raisons budgétaires. Le prédécesseur de M. Healey, Grant Shapps, avait assuré qu’ils resteraient en service jusqu’en 2033/34 jusqu’à leur remplacement par trois à six navires du programme MRSS [Multi Role Support Ships] (en). En janvier, leur sort avait été mis sur la sellette, faute de disposer de suffisamment de marins pour les mettre en œuvre. « Aucun des deux [le HMS Albion et le HMS Bulwalk], compte tenu de l’état dans lequel ils se trouvent et des décisions prises par le dernier gouvernement, n’était prêt à reprendre la mer. En d’autres termes, ils avaient en pratique été retirés du service, mais les ministres n’étaient pas disposés à l’admettre », a justifié M. Healey.
En avril 2025, les deux navires de la classe sont l'objet d'un protocole de vente (protocol of intentions) avec le Brésil, sans attendre leur remplacement par les six bâtiments du programme MRSS [Multi Role Support Ship] (en) prévu pour 2033-2034.

## Commandants
- 2002-2004: Capitaine Peter Hudson RN
- 2004-2006: Capitaine Keith Winstanley RN
- 2006-2008: Capitaine Timothy Lowe RN
- 2008-2009: Capitaine Wayne Keble RN
- 2009-2010: Capitaine John Kingwell RN
- 2010-2011: Capitaine James Morley RN
- 2017-présent: Capitaine Tim Neild RN

## Affiliations
- Sandwell Sea Cadets: Training ship Albion
- Chester
- The Mercian Régiment
- Worshipful Company of Brasseurs
- Bulwark, Albion, Centaur Association
- Trinity School CCF